# Брёш
Брёш (фр. Breuches) — коммуна во Франции, находится в регионе Франш-Конте. Департамент — Верхняя Сона. Входит в состав кантона Сен-Совёр. Округ коммуны — Люр.
Код INSEE коммуны — 70093.

## География
Коммуна расположена приблизительно в 320 км к востоку от Парижа, в 70 км севернее Безансона, в 24 км к северо-востоку от Везуля.
По территории коммуны протекает река Брёшен. На юге расположен аэродром.

## Население
Население коммуны на 2010 год составляло 735 человек.
| 1962 | 1968 | 1975 | 1982 | 1990 | 1999 | 2010 |
| ---- | ---- | ---- | ---- | ---- | ---- | ---- |
| 777  | 728  | 862  | 932  | 859  | 753  | 735  |

## Экономика
В 2010 году среди 441 человека трудоспособного возраста (15—64 лет) 332 были экономически активными, 109 — неактивными (показатель активности — 75,3 %, в 1999 году было 66,3 %). Из 332 активных жителей работали 283 человека (159 мужчин и 124 женщины), безработных было 49 (23 мужчины и 26 женщин). Среди 109 неактивных 26 человек были учениками или студентами, 49 — пенсионерами, 34 были неактивными по другим причинам.

## Достопримечательности
- Дом XIX века, бывшая фабрика. Исторический памятник с 1994 года[3]